# Alison Krauss
Alison Maria Krauss (Decatur, Illinois, EUA, 23 de juliol de 1971) és una cantant i violinista de bluegrass de gran èxit al seu país natal. Ha aconseguit diversos discs de platí i 27 Premis Grammy. Forma part del grup musical Alison Krauss and Union Station.

## Biografia
Animada pels seus pares a aprendre a tocar un instrument, va començar a anar a classes de violí als cinc anys. Als vuit va començar a tocar a festivals i guanyant petits premis. Al principi el seu reclam va ser instrumental però aviat la seva veu va començar a captivar al públic.
Als catorze anys gravà el seu primer single: "Too Late To Cry", el qual sortiria al mercat dos anys després. Als divuit anys va tenir la primera nominació als Grammy. Actualment en té disset, guanyats col·lectivament i en solitari. Des de l'adolescència va estar unida als Union Station.
El 1995 va sortir a la llum "Now That I've Found You: A Collection" del qual se'n van vendre més de dos milions de còpies i va ser guardonada amb quatre premis Country Music Association. Amb aquest disc va tenir una dura gira, però sempre trobava temps per treballar a l'estudi, tant amb Dan Tyminski com amb Dolly Parton o amb Yo-Yo Ma.
Alison també té ofertes com a productora. Té programat produir el segon àlbum de Nickel Creek (també va produir el primer). Entre altres treballs com a productora hi trobem tres àlbums de Cox Family i, més recentment, dos cançons de Reba Mcentire.
També ha fet cançons per pel·lícules i televisió. Va col·laborar en la banda sonora de "Oh, Brother" on hi podem escoltar tres temes seus: "Down To The River To Pray", "Nobody, But The Baby", i "I'll Fly Away". També han utilitzat cançons seves en la pel·lícula "Twister", a la sèrie "Buffy la caçavampirs" i a "Providence".

## Discografia
- Different Strokes (1985)
- Too Late to Cry (1987)
- Two Highways (1989)
- I've Got That Old Feeling (1990)
- Every Time You Say Goodbye (1992)
- I Know Who Holds Tomorrow (1994)

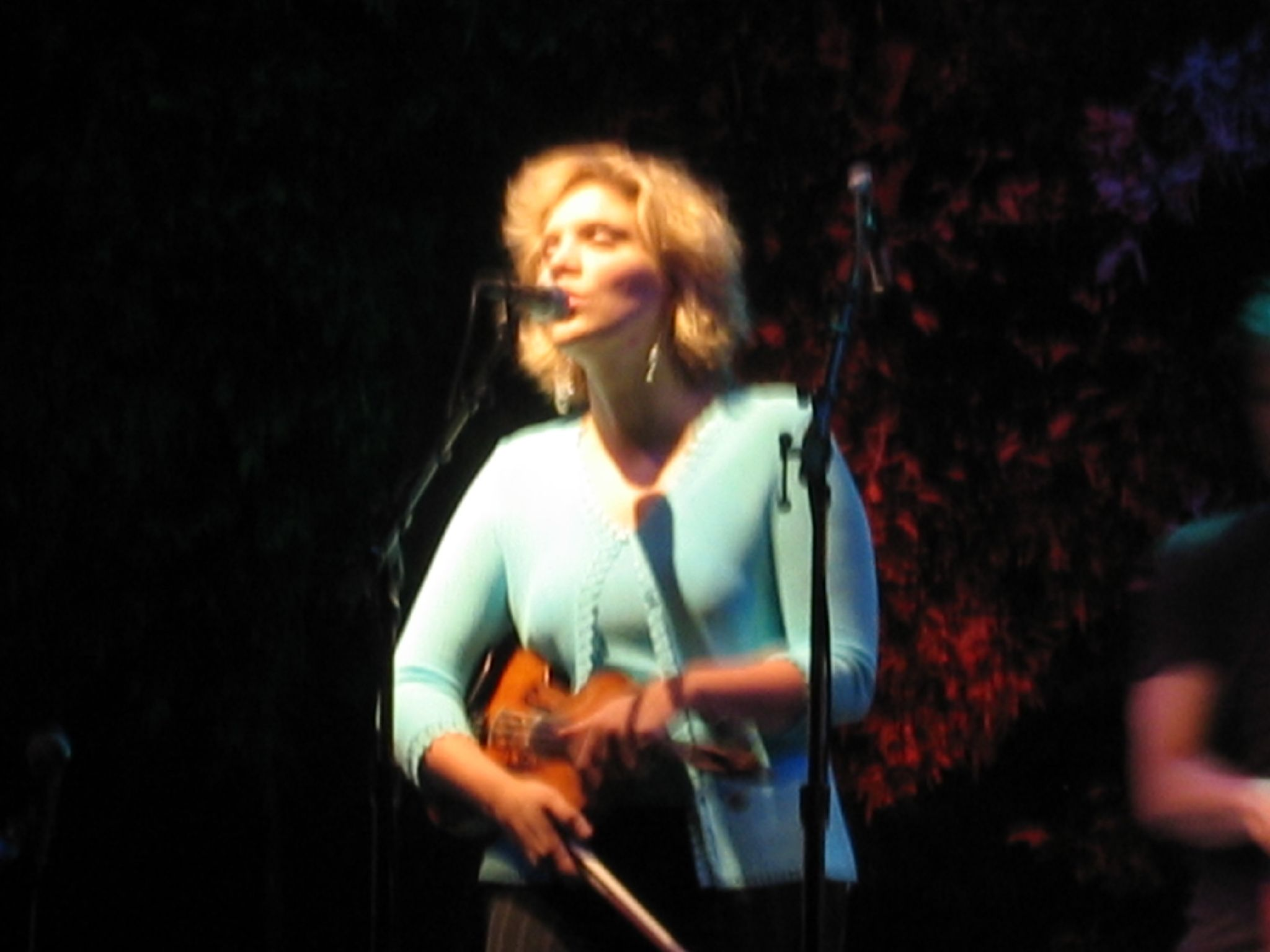
Alison Krauss el juliol del 2005

- Now That I've Found You: A Collection (1995)
- So Long So Wrong (1997)
- Forget About It (1999)
- New Favorite (2001)
- Live (2002)
- Lonely Runs Both Ways (2004)
- A Hundred Miles or More: A Collection (2007)
- Raising Sand (2007)
- Paper Airplane (2011)

## Guardons
Premis
- 2006: Grammy al millor àlbum de country amb Union Station

Nominacions
- 2000: Grammy al millor àlbum de country